# Rituximab

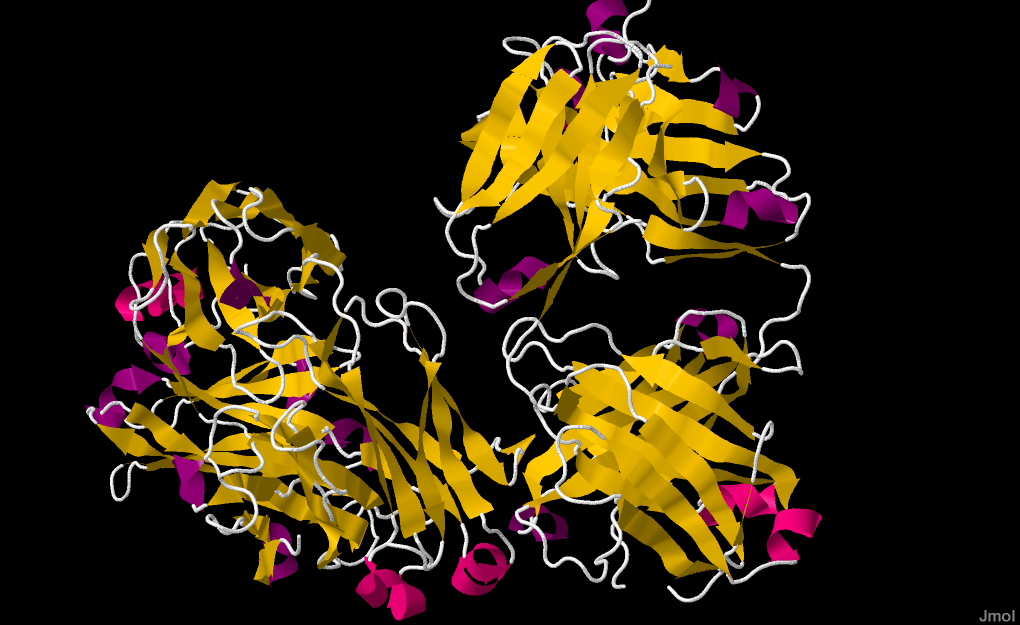

Rituximab je chimérická (myší/lidská) monoklonální protilátka proti povrchovému receptoru CD20 blokující B-lymfocyty. Rituximab se skládá ze dvou těžkých řetězců o délce 451 aminokyselin a dvou lehkých řetězců o 213 aminokyselinách o molekulové hmotnosti 145 kD. CD20 reguluje počáteční kroky aktivačního procesu pro zahájení a diferenciaci buněčného cyklu a případně funguje jako kanál pro vápenaté ionty. Antigen CD20 je vysoce exprimován na povrchu B lymfocytů stejně jako u většiny B-buněčných lymfomů, ale chybí na povrchu hematopoetických kmenových buněk, diferencovaných plazmatických buňkách a dalších zdravých tkáních, což umožňuje specifické zaměření na požadované buňky. Působí tak, že zpomaluje nebo zastavuje růst rakovinných buněk. Volný CD20 antigen se nenachází v krevním oběhu. Takže lék, který reaguje s CD20, není neutralizován před vazbou na cílovou buňku.

## Mechanismus účinku
Je prokázáno, že samotná vazba monoklonální protilátky na membrány může způsobit jejich destabilizaci, ústící až v apoptotickou smrt. Jsou zapojeny i mechanismy imunity, kdy vazba protilátky na povrchové struktury buňky je schopna aktivovat komplement klasickou dráhou a zesilovat také interakce s odpovídajícími receptory pro Fc fragment, které jsou vyjádřeny na prakticky všech typech buněčného substrátu imunity. Výsledkem je cytotoxické poškození těchto buněk a jejich následná eliminace.

## Klinické využití
Rituximab se používá k léčbě B-buněčných malignit a autoimunitních onemocnění. Konkrétně u non-Hodgkinových B-buněčných lymfomů, které mají na svém povrchu CD20 receptory. Používá se u opakujících se lymfomů, které byly léčeny jinými metodami, nebo nereagujících na jiné typy terapie. Také se využívá pro léčbu chronické lymfocytární leukémie. Pomocí rituximabu se léčí i revmatoidní artritida, kdy může snížit bolesti a otoky kloubů. Dále se používá také k léčbě některých typů onemocnění cév jako je například Wegenerova granulomatóza.
Své využití má i u transplantací. Může působit přímou eliminací B-lymfocytů. B-lymfocyty jsou velmi účinné antigen prezentující buňky, zvláště poté, co byly aktivovány. Tato aktivace může nastat v době rejekce. Rychlost, kterou rituximab eliminuje cirkulující a pravděpodobně tkáňové CD20+ B lymfocyty, je v souladu s tímto mechanismem účinku. Potlačení rejekce nastane v důsledku ztráty prezentace antigenu B-lymfocyty, což vede k nižší stimulaci T-lymfocytů. Také se eliminuje produkce cytokinů B-lymfocyty, které jinak buď přímo poškozují orgán nebo stimulují jiné efektorové buňky, které pak působí poškozujícími mechanismy.